# میروس اسد
میروس اسد (ارمنی: Միրոե Ասադ؛  زادهٔ ۵ سپتامبر ۱۹۱۹ - درگذشته ۴ فوریهٔ ۲۰۰۸) نویسنده، نثر شاعر و ترجمه اهل ارمنستان بود.

## زندگی‌نامه
وی در ۵ سپتامبر ۱۹۱۹ در آلاگیاز به دنیا آمد . وی عضو اتحادیه نویسندگان اتحاد شوروی بود. همچنین برندهٔ جوایزی همچون نشان پرچم سرخ کار، نشان برجسته افتخار و چهره فرهنگی شایسته ارمنستان شوروی شده‌است. وی در ۴ فوریهٔ ۲۰۰۸ در سن ۸۸ سالگی در ایروان درگذشت.